# Pellucens borneensis
Pellucens borneensis är en fjärilsart som beskrevs av Embrik Strand 1915. Pellucens borneensis ingår i släktet Pellucens och familjen tofsspinnare. Inga underarter finns listade i Catalogue of Life.